# Llista de topònims de Vallfogona de Ripollès
Llista de topònims (noms propis de lloc) del municipi de Vallfogona de Ripollès, al Ripollès
Informació actualitzada per un bot. Els canvis manuals es perdran quan s'actualitzi!

## castell
| imatge | Nom                   | Ubicat a                     | instància de | Detalls                                  | coordenades                                                                                               | Protecció                                            | Commons (més fotos)                         | Dades a WD                    |
| ------ | --------------------- | ---------------------------- | ------------ | ---------------------------------------- | --- | ---------------------------------------------------- | ------------------------------------------- | ----------------------------- |
|        | castell de Milany     | Vallfogona de Ripollès Vidrà | castell      | Estil: arquitectura popular 10th century | 42° 09′ 54″ N, 2° 17′ 23″ E / 42.164949°N,2.289822°E ca:Al cim del pic de Milany 1529 msnm                | bé d'interès cultural bé cultural d'interès nacional | Castillo de Milany (Vallfogona de Ripollès) | Modifica les dades a Wikidata |
|        | castell de Vallfogona | Vallfogona de Ripollès       | castell      | Estil: arquitectura popular 14th century | 42° 11′ 45″ N, 2° 18′ 11″ E / 42.19596°N,2.30297°E ca:Pujada del Castell, Vallfogona de Ripollès 954 msnm | bé d'interès cultural bé cultural d'interès nacional | Castell de Vallfogona                       | Modifica les dades a Wikidata |

## collada
| imatge | Nom               | Ubicat a                                                   | instància de | Detalls | coordenades                                                                       | Protecció | Commons (més fotos)      | Dades a WD                    |
| ------ | ----------------- | ---------------------------------------------------------- | ------------ | ------- | --------------------------------------------------------------------------------- | --------- | ------------------------ | ----------------------------- |
|        | Coll de Santigosa | Sant Joan de les Abadesses Riudaura Vallfogona de Ripollès | collada      |         | 42° 12′ 40″ N, 2° 19′ 56″ E / 42.21100555555556°N,2.3322555555555553°E 1058 msnm  |           | Coll de Santigosa        | Modifica les dades a Wikidata |
|        | coll de Canes     | Riudaura Vallfogona de Ripollès                            | collada      |         | 42° 11′ 49″ N, 2° 20′ 47″ E / 42.197066666666665°N,2.3463611111111113°E 1120 msnm |           | Coll de Canes (Riudaura) | Modifica les dades a Wikidata |

## entitat singular de població
| imatge | Nom                    | Ubicat a               | instància de                                                                   | Detalls | coordenades                                                       | Protecció | Commons (més fotos) | Dades a WD                    |
| ------ | ---------------------- | ---------------------- | ------------------------------------------------------------------------------ | ------- | ----------------------------------------------------------------- | --------- | ------------------- | ----------------------------- |
|        | Baga Amunt             | Vallfogona de Ripollès | entitat singular de població                                                   | 27 hab  | 42° 10′ 39″ N, 2° 19′ 34″ E / 42.1774°N,2.32608°E 1274 msnm       |           |                     | Modifica les dades a Wikidata |
|        | Baga Avall             | Vallfogona de Ripollès | entitat singular de població                                                   | 28 hab  | 42° 10′ 48″ N, 2° 17′ 35″ E / 42.1801°N,2.29303°E 1100 msnm       |           |                     | Modifica les dades a Wikidata |
|        | Puigsec                | Vallfogona de Ripollès | entitat singular de població                                                   | 18 hab  | 42° 12′ 05″ N, 2° 18′ 41″ E / 42.2014°N,2.31136°E 1050 msnm       |           |                     | Modifica les dades a Wikidata |
|        | Solana Amunt           | Vallfogona de Ripollès | entitat singular de població                                                   | 15 hab  | 42° 12′ 28″ N, 2° 18′ 36″ E / 42.2078°N,2.31011°E 1050 msnm       |           |                     | Modifica les dades a Wikidata |
|        | Solana Avall           | Vallfogona de Ripollès | entitat singular de població                                                   | 26 hab  | 42° 12′ 04″ N, 2° 16′ 40″ E / 42.2011°N,2.27778°E 900 msnm        |           |                     | Modifica les dades a Wikidata |
|        | Vallfogona de Ripollès | Vallfogona de Ripollès | entitat singular de població ens local històric de Catalunya capital municipal | 101 hab | 42° 11′ 46″ N, 2° 18′ 10″ E / 42.19622566°N,2.30273378°E 953 msnm |           |                     | Modifica les dades a Wikidata |
|        | la Taverna             | Vallfogona de Ripollès | entitat singular de població                                                   | 7 hab   | 42° 11′ 43″ N, 2° 19′ 14″ E / 42.19540514°N,2.320608°E 1008 msnm  |           |                     | Modifica les dades a Wikidata |
|        | les Domes              | Vallfogona de Ripollès | entitat singular de població                                                   | 0 hab   | 42° 11′ 55″ N, 2° 18′ 08″ E / 42.198624°N,2.302333°E 960 msnm     |           |                     | Modifica les dades a Wikidata |

## església
| imatge | Nom                         | Ubicat a               | instància de | Detalls                                          | coordenades                                                    | Protecció                                  | Commons (més fotos)                           | Dades a WD                    |
| ------ | --------------------------- | ---------------------- | ------------ | ------------------------------------------------ | -------------------------------------------------------------- | ------------------------------------------ | --------------------------------------------- | ----------------------------- |
|        | Sant Julià de Vallfogona    | Vallfogona de Ripollès | església     | 960                                              | 42° 11′ 51″ N, 2° 18′ 24″ E / 42.1975°N,2.30676°E              | bé integrant del patrimoni cultural català | Sant Julià de Vallfogona de Ripollès          | Modifica les dades a Wikidata |
|        | Santa Cecília de Ragort     | Vallfogona de Ripollès | església     |                                                  | 42° 11′ 48″ N, 2° 17′ 32″ E / 42.196586°N,2.29227°E            | bé integrant del patrimoni cultural català | Santa Cecília de Ragort                       | Modifica les dades a Wikidata |
|        | Santa Magdalena de Cambrils | Vallfogona de Ripollès | església     | Estil: arquitectura romànica                     | 42° 10′ 09″ N, 2° 20′ 25″ E / 42.169058°N,2.340274°E 1547 msnm |                                            | Santa Magdalena de Cambrils                   | Modifica les dades a Wikidata |
|        | Santuari de la Salut        | Vallfogona de Ripollès | església     | Estil: arquitectura barroca arquitectura popular | 42° 11′ 51″ N, 2° 18′ 16″ E / 42.197376°N,2.30447°E            | bé integrant del patrimoni cultural català | Santuari de la Salut (Vallfogona de Ripollès) | Modifica les dades a Wikidata |

## masia
| imatge | Nom                         | Ubicat a               | instància de | Detalls       | coordenades                                                                  | Protecció | Commons (més fotos) | Dades a WD                    |
| ------ | --------------------------- | ---------------------- | ------------ | ------------- | ---------------------------------------------------------------------------- | --------- | ------------------- | ----------------------------- |
|        | Argelaga                    | Vallfogona de Ripollès | masia        |               | 42° 11′ 26″ N, 2° 17′ 02″ E / 42.190645888092°N,2.28380918692637°E           |           |                     | Modifica les dades a Wikidata |
|        | Ca l'Artiguer               | Vallfogona de Ripollès | masia        |               | 42° 11′ 51″ N, 2° 18′ 11″ E / 42.1976007639742°N,2.30314647899473°E          |           |                     | Modifica les dades a Wikidata |
|        | Ca l'Esperó                 | Vallfogona de Ripollès | masia        |               | 42° 11′ 54″ N, 2° 19′ 18″ E / 42.1982252339638°N,2.3216835527133°E           |           |                     | Modifica les dades a Wikidata |
|        | Ca la Dalda                 | Vallfogona de Ripollès | masia        |               | 42° 11′ 55″ N, 2° 19′ 19″ E / 42.1985957575325°N,2.32189761265029°E          |           |                     | Modifica les dades a Wikidata |
|        | Cal Balçura                 | Vallfogona de Ripollès | masia        |               | 42° 11′ 32″ N, 2° 16′ 02″ E / 42.1921083973802°N,2.26724887925115°E          |           |                     | Modifica les dades a Wikidata |
|        | Cal Cuc                     | Vallfogona de Ripollès | masia        |               | 42° 11′ 39″ N, 2° 17′ 18″ E / 42.1940791946357°N,2.28845757583739°E          |           |                     | Modifica les dades a Wikidata |
|        | Cal Frare                   | Vallfogona de Ripollès | masia        |               | 42° 11′ 50″ N, 2° 18′ 42″ E / 42.1973276746435°N,2.31161585811276°E          |           |                     | Modifica les dades a Wikidata |
|        | Cal Mallenca                | Vallfogona de Ripollès | masia        |               | 42° 11′ 38″ N, 2° 16′ 10″ E / 42.1939687634311°N,2.26945590113948°E          |           |                     | Modifica les dades a Wikidata |
|        | Cal Mestre                  | Vallfogona de Ripollès | masia        |               | 42° 11′ 36″ N, 2° 16′ 11″ E / 42.193315707684°N,2.2697697801671°E            |           |                     | Modifica les dades a Wikidata |
|        | Cal Neí                     | Vallfogona de Ripollès | masia        |               | 42° 11′ 54″ N, 2° 19′ 19″ E / 42.1983345915625°N,2.32190040498171°E          |           |                     | Modifica les dades a Wikidata |
|        | Cal Ros                     | Vallfogona de Ripollès | masia        |               | 42° 12′ 14″ N, 2° 19′ 07″ E / 42.2037550965113°N,2.3186445152399°E           |           |                     | Modifica les dades a Wikidata |
|        | Cal Verdeguer               | Vallfogona de Ripollès | masia        |               | 42° 11′ 45″ N, 2° 19′ 13″ E / 42.1957049668854°N,2.32041454039335°E          |           |                     | Modifica les dades a Wikidata |
|        | Can Blau                    | Vallfogona de Ripollès | masia        |               | 42° 12′ 29″ N, 2° 18′ 38″ E / 42.2079490134285°N,2.3106041003126°E           |           |                     | Modifica les dades a Wikidata |
|        | Can Boera                   | Vallfogona de Ripollès | masia        |               | 42° 10′ 51″ N, 2° 17′ 33″ E / 42.1807924674911°N,2.29243300188033°E          |           |                     | Modifica les dades a Wikidata |
|        | Can Bolet                   | Vallfogona de Ripollès | masia        |               | 42° 11′ 47″ N, 2° 19′ 16″ E / 42.1964033553719°N,2.32124278261974°E          |           |                     | Modifica les dades a Wikidata |
|        | Can Bora                    | Vallfogona de Ripollès | masia        |               | 42° 11′ 05″ N, 2° 15′ 40″ E / 42.1846030420204°N,2.26114750586761°E          |           |                     | Modifica les dades a Wikidata |
|        | Can Cameta                  | Vallfogona de Ripollès | masia        |               | 42° 11′ 33″ N, 2° 17′ 28″ E / 42.1924389456631°N,2.29118888129811°E          |           |                     | Modifica les dades a Wikidata |
|        | Can Civat                   | Vallfogona de Ripollès | masia        |               | 42° 12′ 00″ N, 2° 18′ 13″ E / 42.1999368408466°N,2.30371432934322°E          |           |                     | Modifica les dades a Wikidata |
|        | Can Coime                   | Vallfogona de Ripollès | masia        |               | 42° 11′ 32″ N, 2° 16′ 33″ E / 42.1923062472798°N,2.27571229569408°E          |           |                     | Modifica les dades a Wikidata |
|        | Can Conill                  | Vallfogona de Ripollès | masia        |               | 42° 11′ 19″ N, 2° 18′ 30″ E / 42.1885084071685°N,2.30827218982155°E          |           |                     | Modifica les dades a Wikidata |
|        | Can Corts                   | Vallfogona de Ripollès | masia        |               | 42° 11′ 23″ N, 2° 18′ 31″ E / 42.1895920125463°N,2.30874480122671°E          |           |                     | Modifica les dades a Wikidata |
|        | Can Feliu                   | Vallfogona de Ripollès | masia        |               | 42° 12′ 05″ N, 2° 18′ 39″ E / 42.2013577928354°N,2.31083322577661°E          |           |                     | Modifica les dades a Wikidata |
|        | Can Gipona                  | Vallfogona de Ripollès | masia        |               | 42° 12′ 10″ N, 2° 16′ 51″ E / 42.2027589958887°N,2.28087425590692°E          |           |                     | Modifica les dades a Wikidata |
|        | Can Gratunya                | Vallfogona de Ripollès | masia        |               | 42° 12′ 26″ N, 2° 16′ 58″ E / 42.2072101507965°N,2.28264087388107°E          |           |                     | Modifica les dades a Wikidata |
|        | Can Guitarra                | Vallfogona de Ripollès | masia        |               | 42° 11′ 40″ N, 2° 19′ 37″ E / 42.1943569252928°N,2.32701767519162°E          |           |                     | Modifica les dades a Wikidata |
|        | Can Guixera                 | Vallfogona de Ripollès | masia        |               | 42° 12′ 05″ N, 2° 18′ 37″ E / 42.2014633135362°N,2.31040812682253°E          |           |                     | Modifica les dades a Wikidata |
|        | Can Malhivern               | Vallfogona de Ripollès | masia        |               | 42° 11′ 15″ N, 2° 17′ 46″ E / 42.1876332411693°N,2.29617145410379°E          |           |                     | Modifica les dades a Wikidata |
|        | Can Manxa                   | Vallfogona de Ripollès | masia        |               | 42° 11′ 49″ N, 2° 18′ 59″ E / 42.1969784763894°N,2.31647658604988°E          |           |                     | Modifica les dades a Wikidata |
|        | Can Marc                    | Vallfogona de Ripollès | masia        |               | 42° 11′ 57″ N, 2° 16′ 30″ E / 42.1992459983157°N,2.27506375926814°E          |           |                     | Modifica les dades a Wikidata |
|        | Can Micot                   | Vallfogona de Ripollès | masia        |               | 42° 11′ 40″ N, 2° 16′ 34″ E / 42.1943891497971°N,2.27610030567844°E          |           |                     | Modifica les dades a Wikidata |
|        | Can Padrinet                | Vallfogona de Ripollès | masia        |               | 42° 12′ 04″ N, 2° 18′ 36″ E / 42.2010287094393°N,2.31002524191786°E          |           |                     | Modifica les dades a Wikidata |
|        | Can Pollastre               | Vallfogona de Ripollès | masia        |               | 42° 12′ 08″ N, 2° 19′ 23″ E / 42.2020972024845°N,2.32308358984911°E          |           |                     | Modifica les dades a Wikidata |
|        | Can Pontí                   | Vallfogona de Ripollès | masia        |               | 42° 11′ 44″ N, 2° 19′ 16″ E / 42.1955556704229°N,2.32105806508966°E          |           |                     | Modifica les dades a Wikidata |
|        | Can Quillet                 | Vallfogona de Ripollès | masia        |               | 42° 10′ 58″ N, 2° 17′ 28″ E / 42.1826928525831°N,2.29098291138856°E          |           |                     | Modifica les dades a Wikidata |
|        | Can Ragort                  | Vallfogona de Ripollès | masia        |               | 42° 11′ 52″ N, 2° 17′ 32″ E / 42.1977673546223°N,2.29211042424662°E          |           |                     | Modifica les dades a Wikidata |
|        | Can Riera                   | Vallfogona de Ripollès | masia        |               | 42° 12′ 04″ N, 2° 18′ 33″ E / 42.2010864276426°N,2.30914037602301°E          |           |                     | Modifica les dades a Wikidata |
|        | Can Rosa                    | Vallfogona de Ripollès | masia        |               | 42° 11′ 58″ N, 2° 18′ 37″ E / 42.1993816136199°N,2.31020062437177°E          |           |                     | Modifica les dades a Wikidata |
|        | Can Sargatal                | Vallfogona de Ripollès | masia        |               | 42° 11′ 01″ N, 2° 17′ 39″ E / 42.183561175812°N,2.2941008064742°E            |           |                     | Modifica les dades a Wikidata |
|        | Can Serra                   | Vallfogona de Ripollès | masia        |               | 42° 11′ 53″ N, 2° 19′ 26″ E / 42.1981932900228°N,2.32390044505715°E          |           |                     | Modifica les dades a Wikidata |
|        | Can Surinyac                | Vallfogona de Ripollès | masia        |               | 42° 11′ 51″ N, 2° 19′ 08″ E / 42.1974336608763°N,2.31880932603284°E          |           |                     | Modifica les dades a Wikidata |
|        | Can Tallant                 | Vallfogona de Ripollès | masia        |               | 42° 12′ 08″ N, 2° 16′ 45″ E / 42.2023077615713°N,2.27929256035308°E          |           |                     | Modifica les dades a Wikidata |
|        | Can Torner                  | Vallfogona de Ripollès | masia        |               | 42° 11′ 58″ N, 2° 16′ 38″ E / 42.1993941527532°N,2.27713330604188°E          |           |                     | Modifica les dades a Wikidata |
|        | Can Tramuntana              | Vallfogona de Ripollès | masia        |               | 42° 12′ 02″ N, 2° 15′ 53″ E / 42.200489191869°N,2.2648421407752°E            |           |                     | Modifica les dades a Wikidata |
|        | Can Ventura                 | Vallfogona de Ripollès | masia        |               | 42° 12′ 30″ N, 2° 18′ 46″ E / 42.208467213835°N,2.31291228903242°E           |           |                     | Modifica les dades a Wikidata |
|        | Can Vesseganya              | Vallfogona de Ripollès | masia        |               | 42° 11′ 23″ N, 2° 17′ 46″ E / 42.189623647196°N,2.29617359421874°E           |           |                     | Modifica les dades a Wikidata |
|        | Can Villaura                | Vallfogona de Ripollès | masia        |               | 42° 11′ 01″ N, 2° 17′ 51″ E / 42.1835529678483°N,2.29757297657691°E          |           |                     | Modifica les dades a Wikidata |
|        | Ciutadia                    | Vallfogona de Ripollès | masia        |               | 42° 11′ 33″ N, 2° 18′ 54″ E / 42.1925930292449°N,2.31507049422711°E          |           |                     | Modifica les dades a Wikidata |
|        | Comaformosa                 | Vallfogona de Ripollès | masia        |               | 42° 12′ 07″ N, 2° 19′ 40″ E / 42.2018912575815°N,2.32788253854444°E          |           |                     | Modifica les dades a Wikidata |
|        | Esperonell                  | Vallfogona de Ripollès | masia        |               | 42° 11′ 20″ N, 2° 15′ 42″ E / 42.1888388039386°N,2.26158259880047°E          |           |                     | Modifica les dades a Wikidata |
|        | Llastanosa                  | Vallfogona de Ripollès | masia        |               | 42° 10′ 37″ N, 2° 18′ 47″ E / 42.1769101713304°N,2.31308449244253°E          |           |                     | Modifica les dades a Wikidata |
|        | Palomera                    | Vallfogona de Ripollès | masia        |               | 42° 11′ 28″ N, 2° 15′ 51″ E / 42.1910620668236°N,2.26418479081021°E          |           |                     | Modifica les dades a Wikidata |
|        | Piella                      | Vallfogona de Ripollès | masia        |               | 42° 10′ 54″ N, 2° 16′ 29″ E / 42.18163920952°N,2.2747477639097°E             |           |                     | Modifica les dades a Wikidata |
|        | Pielleta                    | Vallfogona de Ripollès | masia        |               | 42° 10′ 58″ N, 2° 17′ 03″ E / 42.1826857838129°N,2.28404434476751°E          |           |                     | Modifica les dades a Wikidata |
|        | Plana Batallera             | Vallfogona de Ripollès | masia        |               | 42° 11′ 24″ N, 2° 17′ 34″ E / 42.1900989269667°N,2.29291053071899°E 906 msnm |           |                     | Modifica les dades a Wikidata |
|        | Planacodolera               | Vallfogona de Ripollès | masia        |               | 42° 11′ 31″ N, 2° 17′ 35″ E / 42.1918298832903°N,2.29319401418793°E          |           |                     | Modifica les dades a Wikidata |
|        | Planallonga                 | Vallfogona de Ripollès | masia        |               | 42° 11′ 31″ N, 2° 16′ 53″ E / 42.1920168537677°N,2.28125037621606°E          |           |                     | Modifica les dades a Wikidata |
|        | Puigvassall                 | Vallfogona de Ripollès | masia        |               | 42° 10′ 39″ N, 2° 19′ 30″ E / 42.177637739942°N,2.32489439113052°E           |           |                     | Modifica les dades a Wikidata |
|        | Vilallonga                  | Vallfogona de Ripollès | masia        |               | 42° 11′ 27″ N, 2° 19′ 10″ E / 42.190919349754°N,2.3194515966103°E            |           |                     | Modifica les dades a Wikidata |
|        | Xixà                        | Vallfogona de Ripollès | masia        |               | 42° 11′ 49″ N, 2° 15′ 54″ E / 42.196886981278°N,2.2648838958532°E            |           |                     | Modifica les dades a Wikidata |
|        | el Casal                    | Vallfogona de Ripollès | masia        |               | 42° 11′ 53″ N, 2° 19′ 17″ E / 42.1980614834018°N,2.32140672174519°E          |           |                     | Modifica les dades a Wikidata |
|        | el Casot                    | Vallfogona de Ripollès | masia        |               | 42° 11′ 50″ N, 2° 16′ 35″ E / 42.1971476260868°N,2.27650485791899°E          |           |                     | Modifica les dades a Wikidata |
|        | el Ferran                   | Vallfogona de Ripollès | masia        |               | 42° 11′ 43″ N, 2° 20′ 22″ E / 42.1952314988705°N,2.33958037797956°E          |           |                     | Modifica les dades a Wikidata |
|        | el Guinell                  | Vallfogona de Ripollès | masia        |               | 42° 11′ 56″ N, 2° 16′ 22″ E / 42.198970653064°N,2.27282610618219°E           |           |                     | Modifica les dades a Wikidata |
|        | el Masnou                   | Vallfogona de Ripollès | masia        |               | 42° 11′ 36″ N, 2° 16′ 06″ E / 42.193340274189°N,2.26834889434481°E           |           |                     | Modifica les dades a Wikidata |
|        | el Pinós                    | Vallfogona de Ripollès | masia        |               | 42° 11′ 48″ N, 2° 20′ 03″ E / 42.1966314857235°N,2.33404272722864°E          |           |                     | Modifica les dades a Wikidata |
|        | el Pinós de Baix            | Vallfogona de Ripollès | masia        |               | 42° 11′ 39″ N, 2° 20′ 11″ E / 42.1941135740894°N,2.33626134828324°E          |           |                     | Modifica les dades a Wikidata |
|        | el Portús                   | Vallfogona de Ripollès | masia        |               | 42° 11′ 25″ N, 2° 20′ 46″ E / 42.190173744731°N,2.3461030371167°E            |           |                     | Modifica les dades a Wikidata |
|        | el Pujol                    | Vallfogona de Ripollès | masia        |               | 42° 11′ 49″ N, 2° 16′ 30″ E / 42.1969858139433°N,2.27512592930872°E          |           |                     | Modifica les dades a Wikidata |
|        | el Rauric                   | Vallfogona de Ripollès | masia        |               | 42° 11′ 38″ N, 2° 17′ 54″ E / 42.1940132465259°N,2.29822017905716°E          |           |                     | Modifica les dades a Wikidata |
|        | el Soler                    | Vallfogona de Ripollès | masia        |               | 42° 11′ 51″ N, 2° 16′ 50″ E / 42.1974878096065°N,2.28047376349778°E          |           |                     | Modifica les dades a Wikidata |
|        | el Trull                    | Vallfogona de Ripollès | masia        |               | 42° 11′ 37″ N, 2° 18′ 36″ E / 42.1935800463741°N,2.30994881963985°E          |           |                     | Modifica les dades a Wikidata |
|        | el Verger                   | Vallfogona de Ripollès | masia        |               | 42° 11′ 46″ N, 2° 16′ 24″ E / 42.1961003131276°N,2.27324659493466°E          |           |                     | Modifica les dades a Wikidata |
|        | els Arçs                    | Vallfogona de Ripollès | masia        | Estat: ruïnós | 42° 11′ 02″ N, 2° 15′ 38″ E / 42.183886°N,2.260638°E 924 msnm                |           |                     | Modifica les dades a Wikidata |
|        | l'Espinal                   | Vallfogona de Ripollès | masia        |               | 42° 10′ 03″ N, 2° 18′ 51″ E / 42.1674334188644°N,2.31424028958325°E          |           |                     | Modifica les dades a Wikidata |
|        | l'Hospital                  | Vallfogona de Ripollès | masia        |               | 42° 11′ 37″ N, 2° 20′ 24″ E / 42.193741342401°N,2.3400105917998°E            |           |                     | Modifica les dades a Wikidata |
|        | l'Illa                      | Vallfogona de Ripollès | masia        |               | 42° 11′ 48″ N, 2° 15′ 56″ E / 42.1966452380593°N,2.26547656586423°E          |           |                     | Modifica les dades a Wikidata |
|        | l'Obric                     | Vallfogona de Ripollès | masia        |               | 42° 10′ 25″ N, 2° 16′ 03″ E / 42.173488040914°N,2.2675764293057°E            |           |                     | Modifica les dades a Wikidata |
|        | l'Omena                     | Vallfogona de Ripollès | masia        |               | 42° 11′ 49″ N, 2° 18′ 41″ E / 42.1969023709616°N,2.31128133671295°E          |           |                     | Modifica les dades a Wikidata |
|        | l'Orri                      | Vallfogona de Ripollès | masia        |               | 42° 11′ 55″ N, 2° 17′ 02″ E / 42.1986086271305°N,2.28399785928686°E          |           |                     | Modifica les dades a Wikidata |
|        | la Barraca                  | Vallfogona de Ripollès | masia        |               | 42° 10′ 25″ N, 2° 18′ 10″ E / 42.1736861958613°N,2.30268261517682°E          |           |                     | Modifica les dades a Wikidata |
|        | la Bauma                    | Vallfogona de Ripollès | masia        |               | 42° 11′ 03″ N, 2° 19′ 02″ E / 42.1841490667318°N,2.31724449998088°E          |           |                     | Modifica les dades a Wikidata |
|        | la Casa Gran de Puigvassall | Vallfogona de Ripollès | masia        |               | 42° 10′ 32″ N, 2° 19′ 51″ E / 42.1754573616046°N,2.33089891434549°E          |           |                     | Modifica les dades a Wikidata |
|        | la Fàbrega                  | Vallfogona de Ripollès | masia        |               | 42° 11′ 49″ N, 2° 16′ 44″ E / 42.196865387037°N,2.27888203602148°E           |           |                     | Modifica les dades a Wikidata |
|        | la Muntada                  | Vallfogona de Ripollès | masia        |               | 42° 11′ 43″ N, 2° 17′ 36″ E / 42.195362048163°N,2.29346956137964°E           |           |                     | Modifica les dades a Wikidata |
|        | la Rectoria Vella           | Vallfogona de Ripollès | masia        |               | 42° 11′ 53″ N, 2° 18′ 22″ E / 42.1980243005811°N,2.30615777873273°E          |           |                     | Modifica les dades a Wikidata |
|        | la Riera                    | Vallfogona de Ripollès | masia        |               | 42° 11′ 45″ N, 2° 18′ 17″ E / 42.1958907441812°N,2.30482459049064°E          |           |                     | Modifica les dades a Wikidata |
|        | la Talaia                   | Vallfogona de Ripollès | masia        |               | 42° 11′ 21″ N, 2° 16′ 26″ E / 42.1892601684816°N,2.273978927202°E            |           |                     | Modifica les dades a Wikidata |
|        | la Teuleria                 | Vallfogona de Ripollès | masia        |               | 42° 11′ 27″ N, 2° 17′ 33″ E / 42.1909077956774°N,2.29263507538868°E          |           |                     | Modifica les dades a Wikidata |
|        | la Tolosa                   | Vallfogona de Ripollès | masia        |               | 42° 11′ 42″ N, 2° 15′ 27″ E / 42.195039079741°N,2.2576383732703°E            |           |                     | Modifica les dades a Wikidata |
|        | la Torre                    | Vallfogona de Ripollès | masia        |               | 42° 11′ 29″ N, 2° 18′ 38″ E / 42.1914668356801°N,2.31049258014881°E          |           |                     | Modifica les dades a Wikidata |
|        | les Artigues                | Vallfogona de Ripollès | masia        |               | 42° 10′ 41″ N, 2° 17′ 38″ E / 42.178171°N,2.293837°E                         |           |                     | Modifica les dades a Wikidata |
|        | les Estunes                 | Vallfogona de Ripollès | masia        |               | 42° 11′ 05″ N, 2° 17′ 08″ E / 42.1847307292017°N,2.28557131557484°E          |           |                     | Modifica les dades a Wikidata |

## molí d'aigua
| imatge | Nom                | Ubicat a               | instància de | Detalls                     | coordenades                                                        | Protecció                                  | Commons (més fotos) | Dades a WD                    |
| ------ | ------------------ | ---------------------- | ------------ | --------------------------- | ------------------------------------------------------------------ | ------------------------------------------ | ------------------- | ----------------------------- |
|        | Molí de Baix       | Vallfogona de Ripollès | molí d'aigua |                             | 42° 11′ 33″ N, 2° 18′ 07″ E / 42.1926°N,2.301873°E                 |                                            |                     | Modifica les dades a Wikidata |
|        | Molí de Dalt       | Vallfogona de Ripollès | molí d'aigua |                             | 42° 11′ 37″ N, 2° 18′ 24″ E / 42.193650094363°N,2.30662952646265°E |                                            |                     | Modifica les dades a Wikidata |
|        | Molí de Vallfogona | Vallfogona de Ripollès | molí d'aigua | Estil: arquitectura popular | 42° 11′ 42″ N, 2° 18′ 24″ E / 42.194886°N,2.306659°E               | bé integrant del patrimoni cultural català |                     | Modifica les dades a Wikidata |

## muntanya
| imatge | Nom                         | Ubicat a                      | instància de | Detalls | coordenades                                                             | Protecció | Commons (més fotos) | Dades a WD                    |
| ------ | --------------------------- | ----------------------------- | ------------ | ------- | ----------------------------------------------------------------------- | --------- | ------------------- | ----------------------------- |
|        | Milany                      | Vallfogona de Ripollès Vidrà  | muntanya     |         | 42° 09′ 56″ N, 2° 17′ 23″ E / 42.1655542733°N,2.28960053077°E 1529 msnm |           | Milany              | Modifica les dades a Wikidata |
|        | Puig de Plana Ferriola      | Vallfogona de Ripollès Ripoll | muntanya     |         | 42° 10′ 50″ N, 2° 15′ 06″ E / 42.18066944°N,2.25173944°E 1161.7 msnm    |           |                     | Modifica les dades a Wikidata |
|        | Puig de Sant Miquel         | Vallfogona de Ripollès        | muntanya     |         | 42° 12′ 13″ N, 2° 17′ 50″ E / 42.20366667°N,2.29722222°E 1223.9 msnm    |           |                     | Modifica les dades a Wikidata |
|        | Puig de la Valona           | Vallfogona de Ripollès        | muntanya     |         | 42° 10′ 12″ N, 2° 16′ 43″ E / 42.1699°N,2.27872°E 1446.6 msnm           |           | Puig de la Valona   | Modifica les dades a Wikidata |
|        | Puig de les Artigues        | Vallfogona de Ripollès        | muntanya     |         | 42° 10′ 41″ N, 2° 17′ 26″ E / 42.178°N,2.29055556°E 1367.7 msnm         |           |                     | Modifica les dades a Wikidata |
|        | Santa Magdalena de Cambrils | Vidrà Vallfogona de Ripollès  | muntanya     |         | 42° 10′ 08″ N, 2° 20′ 25″ E / 42.1689910199°N,2.34026503464°E 1547 msnm |           |                     | Modifica les dades a Wikidata |
|        | la Berruga                  | Vallfogona de Ripollès        | muntanya     |         | 42° 11′ 21″ N, 2° 20′ 34″ E / 42.18919444°N,2.34275°E 1188 msnm         |           |                     | Modifica les dades a Wikidata |
|        | la Clapera                  | Vallfogona de Ripollès        | muntanya     |         | 42° 11′ 07″ N, 2° 20′ 10″ E / 42.1852°N,2.33619°E 1366.7 msnm           |           |                     | Modifica les dades a Wikidata |
|        | puig de l'Obiol             | Vallfogona de Ripollès Vidrà  | muntanya     |         | 42° 09′ 28″ N, 2° 18′ 18″ E / 42.157778°N,2.305°E 1543 msnm             |           | Puig de l'Obiol     | Modifica les dades a Wikidata |

## pont
| imatge | Nom                | Ubicat a               | instància de | Detalls                      | coordenades                                                         | Protecció                                  | Commons (més fotos) | Dades a WD                    |
| ------ | ------------------ | ---------------------- | ------------ | ---------------------------- | ------------------------------------------------------------------- | ------------------------------------------ | ------------------- | ----------------------------- |
|        | Pas Llis           | Vallfogona de Ripollès | pont         |                              | 42° 11′ 39″ N, 2° 18′ 39″ E / 42.1940538034703°N,2.31085202877188°E |                                            |                     | Modifica les dades a Wikidata |
|        | Pont de Samala     | Vallfogona de Ripollès | pont         | Hi passa: N-260a             | 42° 12′ 11″ N, 2° 15′ 35″ E / 42.2029402104314°N,2.25980735975282°E |                                            |                     | Modifica les dades a Wikidata |
|        | Pont de Vallfogona | Vallfogona de Ripollès | pont         | Estil: arquitectura romànica | 42° 11′ 37″ N, 2° 18′ 13″ E / 42.193607°N,2.30373°E                 | bé integrant del patrimoni cultural català | Pont de Vallfogona  | Modifica les dades a Wikidata |

## serra
| imatge | Nom                      | Ubicat a                        | instància de | Detalls                   | coordenades | Protecció | Commons (més fotos)      | Dades a WD                    |
| ------ | ------------------------ | ------------------------------- | ------------ | ------------------------- | --- | --------- | ------------------------ | ----------------------------- |
|        | serra de Milany          | Vallfogona de Ripollès Vidrà    | serra        |                           | 42° 10′ 01″ N, 2° 17′ 08″ E / 42.167°N,2.28552°E 42° 09′ 20″ N, 2° 16′ 58″ E / 42.15551°N,2.28275°E 1533.3 msnm |           |                          | Modifica les dades a Wikidata |
|        | serra de Puig d'Estela   | Riudaura Vallfogona de Ripollès | serra        | Anomenat per: Puig Estela | 42° 12′ 14″ N, 2° 19′ 31″ E / 42.2038°N,2.32521°E 1361.3 msnm                                                   |           |                          | Modifica les dades a Wikidata |
|        | serra de Santa Magdalena | Vallfogona de Ripollès Vidrà    | serra        |                           | 42° 10′ 09″ N, 2° 20′ 25″ E / 42.169032°N,2.340268°E                                                            |           | Serra de Santa Magdalena | Modifica les dades a Wikidata |

## torre
| imatge | Nom                    | Ubicat a               | instància de | Detalls                      | coordenades                                          | Protecció                                  | Commons (més fotos)                              | Dades a WD                    |
| ------ | ---------------------- | ---------------------- | ------------ | ---------------------------- | ---------------------------------------------------- | ------------------------------------------ | ------------------------------------------------ | ----------------------------- |
|        | Santa Maria del Pòpulo | Vallfogona de Ripollès | torre        | Estil: arquitectura romànica | 42° 11′ 45″ N, 2° 18′ 12″ E / 42.195896°N,2.303245°E | bé integrant del patrimoni cultural català | Santa Maria del Pòpulo de Vallfogona de Ripollès | Modifica les dades a Wikidata |
|        | Torre de Las Horas     | Vallfogona de Ripollès | torre        |                              |                                                      | bé d'interès cultural                      |                                                  | Modifica les dades a Wikidata |

## vèrtex geodèsic
| imatge | Nom    | Ubicat a               | instància de    | Detalls   | coordenades                                                        | Protecció | Commons (més fotos) | Dades a WD                    |
| ------ | ------ | ---------------------- | --------------- | --------- | ------------------------------------------------------------------ | --------- | ------------------- | ----------------------------- |
|        | Estela | Vallfogona de Ripollès | vèrtex geodèsic | Alt: 1.2m | 42° 12′ 06″ N, 2° 20′ 50″ E / 42.201639°N,2.347097°E 1359.326 msnm |           |                     | Modifica les dades a Wikidata |
|        | Milans | Vallfogona de Ripollès | vèrtex geodèsic | Alt: 1.2m | 42° 09′ 56″ N, 2° 17′ 22″ E / 42.165524°N,2.289531°E 1526.044 msnm |           |                     | Modifica les dades a Wikidata |

## Misc
| imatge | Nom                                         | Ubicat a               | instància de      | Detalls                                  | coordenades                                                                                          | Protecció                                  | Commons (més fotos)                | Dades a WD                    |
| ------ | ------------------------------------------- | ---------------------- | ----------------- | ---------------------------------------- | --- | ------------------------------------------ | ---------------------------------- | ----------------------------- |
|        | Comunidor                                   | Vallfogona de Ripollès | comunidor         | Estil: arquitectura popular 15th century | 42° 11′ 51″ N, 2° 18′ 23″ E / 42.19758°N,2.30629°E ca:Esplanada de l'església de Sant Julià 951 msnm | bé integrant del patrimoni cultural català | Comunidor (Vallfogona de Ripollès) | Modifica les dades a Wikidata |
|        | casa consistorial de Vallfogona de Ripollès | Vallfogona de Ripollès | casa consistorial |                                          | 42° 11′ 50″ N, 2° 18′ 15″ E / 42.1973384°N,2.3042571°E                                               |                                            |                                    | Modifica les dades a Wikidata |
|        | font de la Tosca                            | Vallfogona de Ripollès | font              |                                          | 42° 11′ 16″ N, 2° 18′ 40″ E / 42.187786553657°N,2.31104121026739°E                                   |                                            |                                    | Modifica les dades a Wikidata |